# توپونگاتو
توپونگاتو (به اسپانیایی: Volcán Tupungato) یک منطقهٔ مسکونی در شیلی است که در بخش تونویان واقع شده‌است. توپونگاتو ۶٬۵۷۰ متر بالاتر از سطح دریا واقع شده‌است.